# Anchors & Hearts
Anchors & Hearts ist eine deutsche Melodic-Hardcore-Band aus Bremervörde, die im Jahr 2012 gegründet wurde.

## Geschichte
Die Band wurde im Jahr 2012 gegründet; einzelne Bandmitglieder spielten vorher in Bands wie A Chinese Restaurant oder Tiny Y Son. Im selben Jahr wurde die EP Cast Off veröffentlicht. Zudem folgten Auftritte auf dem Mair1 Festival in Montabaur und dem Deichbrand in Cuxhaven. Zudem spielte die Gruppe zusammen mit Gruppen wie Caliban, Deez Nuts und Liferuiner. 2013 folgte das Debütalbum Based on True Stories, das im Studio des Gitarristen Timo Buck aufgenommen wurde. Abgemischt wurde der Tonträger  von Daniel Bernath von Übersound Productions in Hamburg, während er in den Hertzwerk Studios, ebenfalls in Hamburg von Olman Viper gemastert wurde.
Im September 2024 verließ Gitarrist Timo Buck aufgrund gesundheitlicher Probleme die Band, die seitdem als Quartett unterwegs ist.

## Stil
Laut Bandbiografie wolle die Gruppe mit Based on True Stories zum Nachdenken anregen und somit „Nischendenken abzulegen, mehr Toleranz zu zeigen und sich selbst öfter mal zu hinterfragen, ob man wirklich noch offen und ehrlich durchs Leben läuft oder nur irgendwelchen Idealen hinterherrennt, um gerade ins Bild zu passen“. Laut wltu-music.de spiele die Band auf Cast Off melodischen Hardcore, wobei der Gesang zwischen klarem Gesang und Shouts wechsle. Beim Songwriting habe sich die Band an US-amerikanischen Gruppen wie A Day to Remember und Across Five Aprils orientiert. Laut Sebastian Wahle von dem Ox-Fanzine spiele die Band auf Based on True Stories Hardcore Punk, den man zwischen This Is Hell und neueren Veröffentlichungen von Comeback Kid einordnen könne. Laut Dominik Winter vom Metal Hammer spiele die Gruppe auf dem Album eine Mischung aus melodischem Hardcore, (Pop)-Punk, Screamo und Metal, sodass eine solche Veröffentlichung schon vor 15 Jahren auf einem Label wie Burning Heart Records und Epitaph Records denkbar gewesen wäre. Die Band kombinierte „pfeilschnelle Rhythmen -wuchtige Grooves, melodische Leads -kantige Riffs, saubere[n] College Rock-Gesang [und] aggressive Schreie“. Die Lieder würden sich alle in ihrem Aufbau ähneln und sie würden zum Mitsingen einladen. Die Musik sei mit den Werken von Millencollin, Pennywise, Rise Against, Across Five Aprils, A Day to Remember und Kid Dynamite vergleichbar.

## Diskografie
- 2012: Cast Off (EP, Eigenveröffentlichung)
- 2013: Based on True Stories (Album, Quality Steel Records / Soulfood)
- 2015: Sharkbites (Album, Sistina Records)
- 2017: Across the Borders (Album, Swell Creek Records / Soulfood)
- 2021: Guns Against Libserty (Album, Redfield Records)
- 2024: Deathlist (Album, Redfield Records)